# Boos (Nahe)
Pour les articles homonymes, voir Boos.
Boos est une municipalité allemande située dans le land de Rhénanie-Palatinat et l'arrondissement de Bad Kreuznach.